# Senegalese drongovliegenvanger
De Senegalese drongovliegenvanger (Melaenornis edolioides) is een zangvogel uit de familie vliegenvangers (Muscicapidae) die voorkomt in Sub-Saharisch Afrika.

## Kenmerken
De vogel is gemiddeld 20 cm lang en weegt tussen de 28 en 36 gram. Het mannetje is helemaal donker leigrijs tot bijna zwart. De staart en de slagpennen zijn donkerbruinzwart met een beetje een metaalglans. Het verschil met de Kaapse drongovliegenvanger (M. pammelaina) is vooral de vorm van de staart, die een beetje is afgerond, in elk geval niet recht afgesneden of gevorkt. Het vrouwtje lijkt op het mannetje, maar is iets doffer van kleur.

## Verspreiding en leefgebied
Er zijn drie ondersoorten:
- M. e. edolioides (Z-Mauritanië, Senegal en Gambia tot in W-Kameroen)
- M. e. lugubris (O-Kameroen tot Eritrea, W-Ethiopië, W-Kenia en N-Tanzania)
- M. e. schistaceus (N- en O-Ethiopië en N-Kenia)

Het leefgebied bestaat uit half open bossen in vochtig gebied zoals langs rivieren maar ook boomgroepen in savanne en inselbergen en verder agrarisch landschap zoals tuinen en bananenplantages. Komt in Oost-Afrika voor tot op 1800 m boven zeeniveau.

## Status
De grootte van de populatie is niet gekwantificeerd. De vogel is redelijk algemeen in geschikt leefgebied. Men veronderstelt dat de soort in aantal stabiel is. Om deze redenen staat de Senegalese drongovliegenvanger als niet bedreigd op de Rode Lijst van de IUCN.